# Uxbridge (Massachusetts)
Uxbridge – miejscowość w hrabstwie Worcester, stanu Massachusetts, USA, położona nad rzeką Blackstone.

## Historia
Uxbridge zostały nadane prawa miejskie w 1727 roku, pod nazwą New Towne.
W tym mieście zagłosowała pierwsza amerykańska kobieta Lydia Chapin Taft w 1756.
Uxbridge było znane z produkcji tkanin wełnianych, ponieważ wyroby z kaszmiru i szycie mundurów wojskowych dokonywano tutaj od ponad 140 lat.
Największy rozwój przemysłowy produkcji kaszmiru i mundurów nastąpił po otwarciu kanału Blackstone w 1828, łączącego Worcester z Providence (Rhode Island).